# هیاوسی (ویرجینیا)
هیاوسی (به انگلیسی: Hiwassee) یک منطقهٔ مسکونی در ایالات متحده آمریکا است که در ویرجینیا واقع شده‌است.